# 1713年王位継承法
諸王国の継承に関する新規定（スペイン語: Nuevo reglamento sobre la sucesión en estos Reynos）は1713年5月10日にスペイン王フェリペ5世の裁可を受けた法律。スペイン史における重要性から「基本継承法」（西: Ley de Sucesión Fundamental）とも呼ばれたが、正式名称ではなかった。ほかにはサリカ法（西: Ley Sálica）または準サリカ法（西: Ley Semi-sálica）とも呼ばれる。

## 概要
スペイン王フェリペ5世は男子優先の王位継承法を制定しようとした。コルテスが1712年11月5日にマドリードで招集された後、フェリペ5世は1713年に王位継承法を提出したが、コルテスの反対に遭い、法案が成立しなかった。フェリペ5世は国家評議会の助けを借りてコルテスを説得、1713年5月10日に法案成立にこぎつけた。同法により、「男系の継承者が全て絶えた場合のみ女系に回る」という男系優先の王位継承順位が定められた。
この継承規定は1830年にフェルナンド7世により公布された国事詔書で廃止されたが、その際コルテスの承認を得なかったため、カルリスタは1830年の規定が無効であると主張した。このことは第一次カルリスタ戦争の起因になり、またその後19、20世紀を通してカルリスタ王位請求者に正当性を与えた。